# Bojonggaling
Bojonggaling is een bestuurslaag in het regentschap Sukabumi van de provincie West-Java, Indonesië. Bojonggaling telt 8421 inwoners (volkstelling 2010).